# Лі Цзін (Південна Тан)
Лі Цзін (кит.: 李璟; піньїнь: Lǐ Jǐng), храмове ім'я Юаньцзун (кит.: 元宗; піньїнь: Yuánzōng; 916 — 12 серпня 961) — другий правитель Південної Тан періоду п'яти династій і десяти держав.

## Життєпис
Був сином і спадкоємцем засновника держави Лі Бяня.
На початку свого правління розширив володіння Південної Тан, завоювавши спочатку Мінь (945), а потім — Чу (951). Однак уже 958 року був змушений поступитись територіями на північ від Янцзи на користь Пізньої Чжоу. В той же період Лі Цзін відмовився від імператорського титулу та став васалом Пізньої Чжоу. Після 960 року Південна Тан перейшла в підпорядкування до династії Сун, що повалила Пізню Чжоу.
Помер у серпні 961 року. Трон після цього успадкував його син Лі Юй.

## Девізи правління
- Баода (保大) 943—957
- Чжунсін (中興) 958
- Цзяотай (交泰) 958